# Милен Василев (футболист)
Милен Василев (роден на 17 май 1988 г. в Ботевград, България) е български футболист, полузащитник.